# Hyssopus grossoris
Hyssopus grossoris är en stekelart som beskrevs av Lasalle och Huang 1994. Hyssopus grossoris ingår i släktet Hyssopus och familjen finglanssteklar. Inga underarter finns listade i Catalogue of Life.